# La Bazoque (Orne)
La Bazoque is een gemeente in het Franse departement Orne (regio Normandië) en telt 192 inwoners (1999). De plaats maakt deel uit van het arrondissement Argentan.

## Geografie
De oppervlakte van La Bazoque bedraagt 2,6 km², de bevolkingsdichtheid is 73,8 inwoners per km².
De onderstaande kaart toont de ligging van La Bazoque (Orne) met de belangrijkste infrastructuur en aangrenzende gemeenten.

## Demografie
Onderstaande figuur toont het verloop van het inwonertal (bron: INSEE-tellingen).
1. ↑  Populations de référence 2022.